# Abraham van Olst
Abraham (Appie) van Olst (Amsterdam, 24 september 1897 - Amsterdam, 9 april 1964) was een Nederlands waterpolospeler.
Abraham van Olst nam eenmaal deel aan de Olympische Spelen, in 1928. Tijdens het toernooi speelde hij als keeper alle twee de wedstrijden. In de competitie kwam Van Olst uit voor Het Y uit Amsterdam.
Koos Köhler · 
Sjaak Köhler · 
Cornelis Leenheer · 
Abraham van Olst · 
Jan Scholte · 
Han van Senus · 
Jean van Silfhout